# يان فيرسلاين
يان فيرسلاين (Johannes Martinus Maria Versleijen) (مواليد 29 ديسمبر 1955) هو مدرب كرة قدم.

## وصلات خارجية
- يان فيرسلاين على موقع الاتحاد الدولي (مؤرشف)  (الإنجليزية)
- يان فيرسلاين على موقع قاعدة بيانات كرة القدم.إي يو (الإنجليزية)
- يان فيرسلاين على موقع Soccerway.com (الإنجليزية)
- يان فيرسلاين على موقع عالم كرة القدم.نت (الإنجليزية)
- transfermarkt.com
- voetbal.com
- J.League Data Site (باليابانية)